# Tauri Torino
I Tauri Torino sono una delle più antiche squadre italiane di football americano, nati nella città di Torino.
I Tauri giocarono nella massima serie italiana, sino alla settima edizione del 1987.

## Storia
I Tauri sono gli eredi diretti dei Tori Torino fondati da Bruno Beneck nel 1977 per partecipare al Torneo della stampa sportiva 1977. La squadra era formata in realtà dai militari della Base NATO di Aviano, e si aggiudicò il trofeo battendo in finale i Diavoli Milano. I Tori si rifondarono autonomamente nel settembre del 1979 da un gruppo di studenti del Liceo Margara di Torino e nel luglio del 1980 pateciparono all 1° campionato italiano della LIF (Lega Italiana Football) svoltosi interamente a Castel Giorgio, che terminarono al secondo posto. 
La particolarità di questo campionato fu che gli sponsor tecnici delle squadre partecipanti furono alcuni Team ufficiale dell NFL Americana, nel caso dei Tori furono i Los Angeles Rams , che adottavano gli stessi colori dei Tori e della Città di Torino , il Giallo-Blu.
Pur chiamandosi Tori Torino, la squadra era formata, come le altre tre partecipanti al campionato, in parte da atleti romani, a cui vennero aggiunti un manipolo di una ventina di giocatori provenienti da Torino, tra cui i fratelli Stefano e Maurizio Cremonini, Massimiliano Delfino, Graziano Borrini e Massimiliano Biasiol, e, al termine del campionato, portarono effettivamente la squadra nel capoluogo piemontese.
Nel 1981 parteciparono al 2° campionato LIF, che venne interrotto al termine del girone di andata per il fallimento della Lega Italiana Football -LIF-.
La fuoriuscita dei Tori dalla LIF, stante l'impossibilità di usare nome, logo e colori sociali che erano di proprietà della Lega stessa, obbligò i Tori al cambio di denominazione in Tauri Torino, per poter aderire all' altra Lega Italiana,  l'AIFA, Associazione Italiana Football Americano di Giovanni Colombo.
Nel 1982 i Tauri parteciparono alla 2° edizione del Campionato AIFA con i colori Bianco-Granata e lo sponsor Istituto Fiduciario Lombardo, in cui , a causa della giovanissima età media dei giocatori, a confronto con le altre squadre Italiane ,ottennero risultati deludenti. 
Tuttavia la squadra giovanile, fucina di nuovi talenti da riversare in prima squadra, nata nel 1983 e denominata Minotauri Torino alla prima edizione del campionato nazionale giovanile Under 21, i Tauri si presentarono assieme ai Giaguari Torino con una formazione mista denominata Cobra, arrivando a giocarsi la finale, poi persa, contro i Duchi di Ferrara, squadra giovanile delle Aquile Ferrara.
Nel 1983 i Tauri iniziarono una serie di annate sempre più positive, infatti in quell'anno , solo alcuni episodi molto discutibili ,nelle partite contro i Panthers di Parma gli preclusero le via dei Play-off.
La migliore annata dei Tauri targati Guarà , avvenne nel 1984 , con 7 partite vinte, 1 pareggiata e solo 2 perse , a pari merito con l'altra squadra di Torino i Giaguari , ma non poterono accedere ai play-off neanche stavolta per differenza mete.
Nel 1986 i Tauri assorbirono i Gators Torino, la terza squadra di Torino che giocava nella serie B nazionale, adottandone i colori sociali, Grigio-blu , mantenendo il caratteristico corno sul casco anche per la stagione 1987.
All'inizio della stagione 1988  si fusero con i Giaguari Torino perdendo il nome, ma contribuendo con moltissimi giocatori alle successive fortune dei Giaguari , arrivando a vincere il Superbowl , e quindi il titolo Italiano , nel 1991.
Nel 1992 alcune "vecchie glorie" di entrambe le squadre Torinesi , si riunirono per giocare una partita di beneficenza a favore dell'UNICEF, partita giocata allo Stadio Comunale di Torino, che venne vinta proprio dai Tauri sui Giaguari per 26-8.
Sono stati rifondati il 27 febbraio 2013, e nel 2014 partecipano al campionato di flag football.
I Tauri hanno festeggiato i 40 anni della nascita , nel 2020 , con una cerimonia di inserimento nella propria Hall of Fame ,dei giocatori dal 1980 al 1987.

## Palmarès
- Trofeo della Stampa Sportiva Quotidiana (1977, come Tori Torino)

## Dettaglio stagioni

### Amichevoli
| Stagione | Vin | Par | Per | Tot | PF    | PS    |
| -------- | --- | --- | --- | --- | ----- | ----- |
| 1981     | 1   | 0   | 2   | 3   | 18    | 62    |
| 1982     | 1   | 1   | 3   | 5   | 14+?  | 93+?  |
| 1983     | 2   | 0   | 0   | 2   | 34    | 0     |
| 1984     | 1   | 0   | 1   | 2   | 8     | 38    |
| 1985     | 0   | 0   | 1   | 1   | 16    | 35    |
| 1987     | 1   | 0   | 1   | 2   | 38    | 14    |
| 1992     | 1   | 0   | 0   | 1   | 26    | 8     |
| Totale   | 7   | 1   | 8   | 16  | 154+? | 250+? |

### Tornei nazionali

#### Campionato

##### LIF/AIFA/Serie A
| Stagione | regular season | regular season | regular season | regular season | regular season | regular season | playoff | playoff | playoff | playoff | playoff | playoff       | playoff    |
|          | Vin            | Par            | Per            | Tot            | PF             | PS             | Vin     | Per     | Tot     | PF      | PS      | risultato     | avversaria |
| -------- | -------------- | -------------- | -------------- | -------------- | -------------- | -------------- | ------- | ------- | ------- | ------- | ------- | ------------- | ---------- |
| 1980     | 4              | 0              | 2              | 6              | 52             | 56             | -       | -       | -       | -       | -       | Secondo posto | -          |
| 1982     | 0              | 0              | 10             | 10             | 20             | 395            | -       | -       | -       | -       | -       | -             | -          |
| 1983     | 4              | 0              | 6              | 10             | 138            | 195            | -       | -       | -       | -       | -       | -             | -          |
| 1984     | 7              | 1              | 2              | 10             | 298            | 84             | -       | -       | -       | -       | -       | -             | -          |
| 1985     | 4              | 1              | 7              | 12             | 167            | 230            | -       | -       | -       | -       | -       | -             | -          |
| 1986     | 2              | 1              | 7              | 10             | 75             | 123            | -       | -       | -       | -       | -       | -             | -          |
| 1987     | 2              | 0              | 10             | 12             | 79             | 315            | -       | -       | -       | -       | -       | -             | -          |
| Totale   | 23             | 3              | 44             | 70             | 829            | 1398           | -       | -       | -       | -       | -       |               |            |

Fonte: Sito storico Tauri Torino

##### FIFA
Questo torneo non è considerato ufficiale.
| Stagione | regular season | regular season | regular season | regular season | regular season | regular season | playoff | playoff | playoff | playoff | playoff | playoff   | playoff        |
|          | Vin            | Par            | Per            | Tot            | PF             | PS             | Vin     | Per     | Tot     | PF      | PS      | risultato | avversaria     |
| -------- | -------------- | -------------- | -------------- | -------------- | -------------- | -------------- | ------- | ------- | ------- | ------- | ------- | --------- | -------------- |
| 1977     | -              | -              | -              | -              | -              | -              | 2       | 0       | 2       | 25      | 16      | Campioni  | Diavoli Milano |
| Totale   | -              | -              | -              | -              | -              | -              | 2       | 0       | 2       | 25      | 16      |           |                |

Fonte: Sito storico Tauri Torino

##### LIF
Questo torneo svolto durante un periodo di scissione federale - pur essendo del massimo livello della propria federazione - non è considerato ufficiale.
| Stagione | regular season | regular season | regular season | regular season | regular season | regular season | playoff | playoff | playoff | playoff | playoff | playoff   | playoff    |
|          | Vin            | Par            | Per            | Tot            | PF             | PS             | Vin     | Per     | Tot     | PF      | PS      | risultato | avversaria |
| -------- | -------------- | -------------- | -------------- | -------------- | -------------- | -------------- | ------- | ------- | ------- | ------- | ------- | --------- | ---------- |
| 1981     | 0              | 0              | 3              | 3              | 6              | 70             | -       | -       | -       | -       | -       | -         | -          |
| Totale   | 0              | 0              | 3              | 3              | 6              | 70             | -       | -       | -       | -       | -       |           |            |

Fonte: Sito storico Tauri Torino

##### Senior League
| Stagione | regular season | regular season | regular season | regular season | regular season | regular season | playoff | playoff | playoff | playoff | playoff   | playoff    |
|          | Vin            | Per            | Tot            | PF             | PS             | Vin            | Per     | Tot     | PF      | PS      | risultato | avversaria |
| -------- | -------------- | -------------- | -------------- | -------------- | -------------- | -------------- | ------- | ------- | ------- | ------- | --------- | ---------- |
| 2014     | 0              | 6              | 6              | 94             | 251            | -              | -       | -       | -       | -       | -         | -          |
| 2015     | 2              | 10             | 12             | 207            | 386            | -              | -       | -       | -       | -       | -         | -          |
| Totale   | 2              | 16             | 18             | 301            | 637            | -              | -       | -       | -       | -       |           |            |

### Tornei giovanili

#### Under-20
| Stagione | regular season | regular season | regular season | regular season | regular season | regular season | playoff | playoff | playoff | playoff | playoff | playoff       | playoff       |
|          | Vin            | Par            | Per            | Tot            | PF             | PS             | Vin     | Per     | Tot     | PF      | PS      | risultato     | avversaria    |
| -------- | -------------- | -------------- | -------------- | -------------- | -------------- | -------------- | ------- | ------- | ------- | ------- | ------- | ------------- | ------------- |
| 1983     | 3              | 0              | 1              | 4              | 66             | 14             | 0       | 1       | 1       | 14      | 20      | Secondo posto | Duchi Ferrara |
| 1984     | 3              | 0              | 2              | 5              | 73             | 48             | -       | -       | -       | -       | -       | -             | -             |
| 1985     | 1              | 0              | 3              | 4              | 49             | 72             | -       | -       | -       | -       | -       | -             | -             |
| 1986     | 0              | 0              | 3              | 3              | 10             | 62             | -       | -       | -       | -       | -       | -             | -             |
| Totale   | 7              | 0              | 9              | 16             | 198            | 196            | 0       | 1       | 1       | 14      | 20      |               |               |

Fonte: Sito storico Tauri Torino

### Riepilogo fasi finali disputate
| Anno | Luogo | Evento                                  | Fase del torneo | Incontro                     | Risultato |
| 1977 | Massa | Trofeo della Stampa Sportiva Quotidiana | Finale          | Tori Torino - Diavoli Milano | 13 - 8    |

## Sponsor
- 1977: Tuttosport
- 1982: Istituto Fiduciario Lombardo
- 1984: Guarà
- 1985: UNICEF
- 1986: SICC
- 1987: Free Time - Demafil - SICC

## Sponsor tecnici
- 1977-81: Los Angeles Rams
- 1982: Yvette
- 1983: AREC
- 1984-85: Kim Top Line
- 1986-87: Yvette

## Presidenti
- Roberto Biasiol (1980-81)
- Piero Travaglini (1981-83)
- Gianni Tempo (1983-86)
- Roberto Cagnazzo (1986-87)
- Paolo Tempo  (2013....)

## Allenatori
- 1981: Massimiliano Delfino e Graziano Borrini, poi Maurizio Cremonini
- 1982: Maurizio Cremonini e Lubomyr Weselyj, sostituito da Frank Martino dopo la prima giornata
- 1983-84: Edward Padula
- 1985: Maurizio Cremonini e Massimiliano Delfino
- 1986: Luigi Piccatto, sostituito da Edward Padula dopo la seconda giornata
- 1987: Piergiorgio Orla ed Edward Padula

## I Gators Torino
I Gators Torino furono fondati nel 1984 e militarono per due anni in serie B

### Dettaglio stagioni

#### Tornei nazionali

##### Campionato

###### Serie B
| Stagione | regular season | regular season | regular season | regular season | regular season | regular season | playoff | playoff | playoff | playoff | playoff | playoff   | playoff    |
|          | Vin            | Par            | Per            | Tot            | PF             | PS             | Vin     | Per     | Tot     | PF      | PS      | risultato | avversaria |
| -------- | -------------- | -------------- | -------------- | -------------- | -------------- | -------------- | ------- | ------- | ------- | ------- | ------- | --------- | ---------- |
| 1984     | 6              | 1              | 3              | 10             | 132            | 107            | -       | -       | -       | -       | -       | -         | -          |
| 1985     | 6              | 1              | 3              | 10             | 228            | 119            | -       | -       | -       | -       | -       | -         | -          |
|          |                |                |                |                |                |                |         |         |         |         |         |           |            |
| Totale   | 12             | 2              | 6              | 20             | 360            | 226            |         |         |         |         |         |           |            |